# Abdelmajid Hocine
Abdelmajid Hocine (né le 14 février 1996) est un archer algérien.

## Biographie
Abdelmajid Hocine est médaillé de bronze en arc classique par équipes aux Jeux africains de 2019 à Rabat.
Il est ensuite médaillé de bronze en arc classique par équipe hommes aux Championnats d'Afrique de tir à l'arc 2022 à Pretoria.

## Palmarès
- Championnats d'Afrique
  -  Médaille de bronze à l'épreuve par équipe hommes aux Championnats d'Afrique de tir à l'arc 2022 à Pretoria.
- Jeux africains
  -  Médaille de bronze à l'épreuve par équipe hommes aux Jeux africains de 2019 à Rabat.